# Carbon black

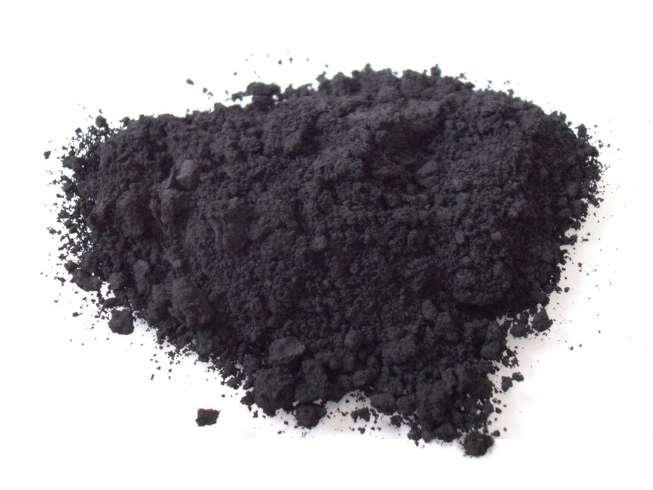
Een hoopje carbon black

Carbon black (vroeger ook zwartsel genaamd), is een industrieproduct dat bestaat uit roetdeeltjes die aan bepaalde eigenschappen voldoen.

## Productie

Processchema van de productie

Schema van de reactor

Carbon black wordt geproduceerd door onvolledige verbranding van koolstofhoudende grondstoffen. Betrekkelijk goedkope voorhanden grondstoffen worden hiervoor gebruikt. Te denken valt aan pek, steenkoolteer en tegenwoordig vooral zware aardoliefracties.
De grondstof wordt verbrand met beperkte zuurstoftoevoer, de roetdeeltjes in de rookgassen worden eruit gefilterd en daarna in contact gebracht met fijn verstoven water. Aldus ontstaan korrels van aggregaten die een relatief groot oppervlak hebben, maar minder dan die van actieve kool. Door de instelling van de procesparameters te variëren worden korrels van verschillende kwaliteit verkregen. Deze korrels worden gedroogd en vervolgens verpakt en verkocht.
Een voorganger van dit productieproces maakte gebruik van een gekoelde cilinder, waar de roetdeeltjes op neersloegen.
Bedroeg in 1924 de productie van carbon black in het belangrijkste productieland, de Verenigde Staten, 168 kton, in 2006 was de wereldproductie 8.100 kton.

## Producenten
Belangrijke producenten zijn Birla Carbon, Cabot, Degussa, Continental Carbon en Mitsubishi.
In Nederland wordt carbon black geproduceerd door een bedrijf in het Botlekgebied:
- Cabot, opgericht in 1959 als Ketjen Carbon, later producerend onder de naam Cabot. De productiecapaciteit bedraagt 65 kton/jaar.
- Evonik Carbon Black Nederland (ECBN) heeft in 2009 de productie gestaakt. Het was opgericht in 1960. ECBN was een onderdeel van het Degussa-concern. De productiecapaciteit bedroeg 75 kton/jaar en in 2005 werd 73,6 kton carbon black geproduceerd.

De totale productie van carbon black in Nederland was 50 kton in 1970, 95 kton in 1980 en 112 kton in 1990.

## Gebruik

### Rubberproducten
Carbon black wordt vooral gebruikt als vulmiddel, vooral in rubber voor banden maar ook in kabels. Hierbij zorgt het niet alleen voor de zwarte kleur, maar draagt het ook in positieve mate bij aan de slijtvastheid van de banden en het gaat de afbraak van het rubber door ultraviolette straling tegen.

### Verfpigment
Carbon black wordt ook gebruikt als zwart pigment, vaak verhandeld onder de naam pigment black. Dit pigment vindt of vond men onder meer in schrijfmachinelint, inkt, schoensmeer, carbonpapier en zwarte verf. Ook vindt men het als pigment in de productie van plastics en om plastics ultravioletbestendig te maken voor toepassingen in zonlicht.
In de schilderkunst wordt koolstof, verkregen uit verbranding van organisch materiaal, al duizenden jaren als pigment toegepast. Men gebruikt in het Nederlands hiervoor namen als lampenzwart, beenderzwart of ivoorzwart. Anders dan deze termen zouden doen vermoeden was het materiaal in feite meestal van plantaardige oorsprong en werd het zwart gewonnen door het verkolen bij een temperatuur van ongeveer 300 °C van twijgjes of, bij een wat zuiverder pigment, wijnranken en druivenpitten. Na het midden van de negentiende eeuw werd overgegaan op productie van zwart pigment uit aardgas en aardolie.
Voor de toepassing in olieverf is lampenzwart niet zo geschikt. Door een grote oliecomponent droogt de verf langzaam. Daarom gebruikte men voor die techniek zwart gewonnen uit de verkoling van beenderen. Het resultaat was een product dat maar voor een tiende deel uit koolstof bestond: 84% was calciumfosfaat en 6% calciumcarbonaat. Dit leverde een verf op die sneller droogde en minder vloeibaar was zodat eenvoudiger een impasto aangebracht kon worden.